# Maja Siegenthaler
Maja Siegenthaler (* 11. November 1992 in Spiez) ist eine Schweizer Seglerin.

## Karriere
Sie begann mit neun Jahren im Thunersee-Yachtclub mit dem Optimist zu segeln. Heute zählt sie zum Olympiakader des Swiss Sailing Teams und segelt bei dem Thunersee-Yachtclub.
Als Vorschoterin von Linda Fahrni trat Siegenthaler 2016 an den Olympischen Sommerspielen 2016 und an den 2021 ausgetragenen Olympischen Sommerspielen 2020 in Tokio in der 470er Jolle an. Sie gewannen bei den Spielen 2020 das Medal Race und belegten damit abschliessend den vierten Rang. 2016 hatten sie in der Regatta noch den 14. Platz erreicht.
Im Dezember 2021 formierten Yves Mermod und Maja Siegenthaler ein neues Mixed-Team im 470er und lancierten eine Olympiakampagne für Paris 2024. Es folgten daraufhin Siege beim World Cup in Almere und beim Testevent in Scheveningen. Zwischen Dezember 2022 und Mai 2023 belegten sie den ersten Platz der Weltrangliste. In der Saison 2022 war Siegenthaler zudem Teil des Teams Sail GP Switzerland.
Siegenthaler ist Teil des Alinghi Red Bull Racing Women’s Team im Puig Women’s America’s Cup 2024.

## Erfolge
- 8. Rang Olympische Spiele Paris 2024, 470er Mixed Dinghy
- 2. Rang Schweizermeisterschaft 2023, Yngling
- 1. Rang Hempel World Cup Allianz-Regatta 2022, 470er Mixed
- 3. Rang Europameisterschaft 2021, 470er
- 4. Rang Olympische Spiele 2020, 470er
- 14. Rang Olympische Spiele 2016, 470er
- 3. Rang Europameisterschaft 2011, 420er
- 1. Rang ISAF-Junioren-Weltmeisterschaft 2010, 420er